# Пикус, Николай Николаевич
Никола́й Никола́евич Пикус (1907—1971) — советский историк-антиковед, специалист в области истории Древней Греции и эллинизма. Доктор исторических наук, профессор МГУ. Занимался эллинистическим Египтом и различными вопросам древнегреческой истории с ахейского периода до IV в. до н. э.

## Биография
Уроженец Чернигова. Был среди первых выпускников аспирантуры исторического факультета МГУ. Работал на кафедре истории древнего мира того же факультета. «Николай Николаевич Пикус читал историю Греции так, как будто сам тогда там жил», — вспоминала доцент Н. К. Малинаускене. В числе «блестящих ученых» МГУ указывал его Лев Николаевич Митрохин. Знаменитым профессором называла Пикуса Белкина Галина Леонидовна.
Будучи доцентом, состоял в докторантуре Института истории АН. Работал в ЯГПИ.
Публиковался в ВДИ. Автор статей в БСЭ («Ахейский союз», «Белох, Карл Юлиус», «Геоморы»), СИЭ («Архонты»).
Автор монографии «Царские земледельцы (непосредственные производители) и ремесленники в Египте III в. до н. э.» (М. : Изд-во Московского университета, 1972. — 253 с.). Редактор и составитель:
- Хрестоматия по истории древнего мира. Под ред. акад. В. В. Струве. Т. II. Греция и эллинизм. Сост. Н. Н. Пикус и В. С. Соколов. М., Учпедгиз, 1951, 336 с.
- Тематическая хрестоматия по истории древнего мира. Вып. 1 : Древний Восток / [сост. Н. Н. Пикус]. — М. : Изд-во МГУ, 1963. — 218 с.
- История Древней Греции : учеб. для вузов / ред.: В. И. Авдиев, А. Г. Бокщанин, Н. Н. Пикус. — 2-е изд., испр. и доп. — М. : Высшая школа, 1972. — 424 с.
- История древнего мира : учеб. пособие для ист. фак. пед. ин-тов: в 2 ч. Ч. 2. Греция и Рим / сост. Н. Н. Пикус, сост. Ю. С. Крушкол, ред., сост. А. Г. Бокщанин. — 2-е изд., испр. и доп. — М. : Просвещение, 1982.